# Argiano (Montalcino)
Argiano è una località del comune italiano di Montalcino, nella provincia di Siena, in Toscana.
Si trova non distante dal confine con la provincia di Grosseto e confina a nord con Tavernelle, ad est con Sant'Angelo in Colle, a sud con Sant'Angelo Scalo e ad ovest con Poggio alle Mura.

## Storia
Argiano fu un antico comune del territorio tra l'Ombrone e la val d'Orcia nel periodo alto-medievale. La prima menzione del borgo risale al rescritto di Ludovico il Pio dell'anno 830 nel quale vengono donati all'abate di Sant'Antimo i beni posseduti dalle chiesa di Argiano e il palude di Murcia, toponimo dal quale sarebbe poi originatosi quello del vicino castello di Poggio alle Mura.
Entrò ben presto nelle mire espansionistiche di Siena, tanto che nel 1208 è ricordato tra le località che dovevano versare una tassa straordinaria a favore di suddetta città. Nel 1212 il console di Argiano giurò fedeltà alla Repubblica di Siena e il borgo iniziò ad andare incontro ad un fenomeno di progressivo spopolamento, finché non venne soppresso l'ufficio del podestà nel 1271.
Nel corso del XIV secolo, Argiano divenne proprietà prima dei Bonsignori, poi degli Albizzeschi e infine dei Tolomei. Nel 1391 il borgo è ricordato come appartenente per metà a Guidone Aldobrandino Tolomei e per metà allo Spedale di Santa Maria della Scala. Nel 1438 fu definitivamente annesso a Siena.
Il borgo appartenne poi ad importanti famiglie quali i Montanini, i Colombini, gli Ugurgieri, i Bellanti, i Pecci, i Sozzini, i Chigi e i Caetani. Argiano contava 140 abitanti nel 1833.

## Clima
Dati:https://www.sir.toscana.it/
| Argiano            | Gen  | Feb  | Mar  | Apr  | Mag  | Giu  | Lug  | Ago  | Set  | Ott  | Nov  | Dic  |
| ------------------ | ---- | ---- | ---- | ---- | ---- | ---- | ---- | ---- | ---- | ---- | ---- | ---- |
| T. max. media (°C) | 10,5 | 11,6 | 14,9 | 18,6 | 22,7 | 26,3 | 29,2 | 29,5 | 26,4 | 21,1 | 15,6 | 11,6 |
| T. min. media (°C) | 3,1  | 4,0  | 6,3  | 8,9  | 12,0 | 14,8 | 17,0 | 17,1 | 14,2 | 10,4 | 6,8  | 3,9  |

## Monumenti e luoghi d'interesse
Il principale monumento del borgo è costituito dall'imponente struttura fortificata del castello di Argiano, detto anche Argianaccio in quanto in condizioni di rovina. Sopravvive il torrione a pianta quadrata con basamento a scarpa e con finestre ad arco a tutto sesto. Sopravvivono alcuni tratti della cinta muraria originaria, con la grande porta d'ingresso ad arco a tutto sesto, e l'edificio dirimpetto al torrione che era in origine il palazzo signorile. Il castello fu gradualmente abbandonato a partire dal 1583, quando venne realizzato il nuovo palazzo dei signori di Argiano in stile rinascimentale, la cosiddetta Villa Pecci, o Pieri dal nome degli ultimi proprietari, progettata da Giovanni di Lelio Pecci su commissione di Giuseppe Pecci, vescovo di Montalcino.
L'edificio religioso del borgo è invece la chiesa di San Pancrazio, in stile gotico e risalente al XIV secolo, con rifacimenti del XVI secolo. La chiesa aveva il titolo di prepositura, ed è ricordata nel 1676 in quanto vi si riuniva la Compagnia della Madonna del Carmine.
Altri edifici notevoli di Argiano, risalenti al XIX secolo, sono la cosiddetta "Fornace", interessante complesso architettonico costituito da tre corpi di fabbrica in pietra a filari irregolari con copertura a capanna e archi in mattoni, ed i poderi Mulino Ricci e Oliviera, ricordati nel 1820.